# صفايي (حسيني)
صفايي (بالفارسية: صفایی) هي منطقة سكنية تقع في إيران في قسم حسيني الريفي. يقدر عدد سكانها بـ 73 نسمة بحسب إحصاء 2016.